# Dialytheca gossweileri
Dialytheca gossweileri är en tvåhjärtbladig växtart som beskrevs av Arthur Wallis Exell och Mendonca. Dialytheca gossweileri ingår i släktet Dialytheca och familjen Menispermaceae. Inga underarter finns listade i Catalogue of Life.